# Heinrich von Buddenbrock
Heinrich Robert A.W. von Buddenbrock, född 15 oktober 1923 i Windischgarsten, död 25 juli 2015 i S:t Johannes församling, Stockholm, var en österrikisk friherre och arkitekt.
Heinrich von Buddenbrock, som var son till friherre Waldemar von Buddenbrock  och Franziska Dorrer, genomgick arkitektutbildning i Österrike. Han tjänstgjorde som arkitekt vid magistraten i Steyr 1946–1954 och därefter hos professor Paul Hedqvist i Stockholm.